# 탈라소미케스과
탈라소미케스과(Thalassomycetaceae)는 피하낭류에 속하는 기생 원생생물과의 하나이다.

## 하위 속
- 엘리오비오키스티스속(Elliobiocystis) Coutière, 1911
- 엘로비옵시스속(Ellobiopsis) Caullery, 1910
- 탈라소미케스속(Thalassomyces) Niezabitowski, 1913